# حسین سرشار
حسین سرشار (۲۲ خرداد ۱۳۱۳ – ۲۰ فروردین ۱۳۷۴) خواننده اپرا (باریتون دراماتیک)، موسیقی‌دان، دوبلور و هنرپیشه ایرانی بود. او در اپراها و تئاترهای ایرانی و ایتالیایی اجرا کرد و پس از انقلاب و تعطیلی اپرا، در سینمای ایران بازی و دوبله کرد. وی در ۶۰ سالگی درگذشت. پیرامون مرگ او روایت‌های گوناگونی وجود دارد.

## ابتدای زندگی
حسین سرشار در سال ۱۳۱۳ در محله‌ای قدیمی در خیابان فرهنگ تهران چشم به جهان گشود. برخی منابع تاریخ تولد او را ۱۳۱۰ ذکر کرده‌اند اما همسر حسین سرشار در زندگینامه او در کتاب نامبرده حسین سرشار (نوشته ساناز سیداصفهانی) تاریخ تولد او را ۱۳۱۳ ذکر کرده‌است.

## تحصیل
او در سال ۱۳۳۳ از هنرستان عالی موسیقی در رشته آواز (اپرا) دیپلم گرفت و برای ادامهٔ تحصیل راهی ایتالیا شد و در آنجا دورهٔ نهایی کنسرواتوار سانتا چِچیلیای رم را با درجهٔ اول به پایان رساند و در ژوئن ۱۹۶۲ در رشته اپرا مدرک فوق لیسانس گرفت. در کنکور بین‌المللی اپرای لا فِنیچه در ونیز شرکت نمود و یکی از هفت برندهٔ جایزه آواز آن مسابقه شد. در نهایت از طرف همان اپرا به‌عنوان سولیست در کنسرتی با ارکستر میلان شرکت نمود. حیطه صدای وی باریتون دراماتیک بوده و در اپراهای بسیاری ایفای نقش نموده‌است.

## ادامه فعالیت
در دوره دانشجویی در ایتالیا همراه با مرتضی حنانه و بهجت صدر و دیگران در دوبله فیلم‌های ایتالیائی شرکت داشت. صدای او با ویتوریو دسیکا و آلبرتو سوردی در خاطر سینمادوستان مترادف است. او همچنین در تهران نیز چند کنسرت موسیقی آوازی برگزار کرد. ضمناً در اجرای اپراهایی در ونیز و ناپل نقش‌هایی را بر عهده گرفت. در شهر رم نقش اول اپرای کویرینو برداشتی از «آن که گفت آری آن که گفت نه» اثر برشت، را بازی کرد.
پس ازاتمام تحصیلات عالی به تهران بازگشت و از بدو افتتاح تالار رودکی به‌عنوان سولیست اول مشغول به کار شد و در کنسرت‌هایی به رهبری حشمت سنجری و فرهاد مشکوه شرکت نمود.
حسین سرشار نقش اول اپراهای «کوزی فانتوته» و «دون ژوان» اثر موتسارت و «کاوالریا روستیکانا» اثر ماسکانیو ریگولتو ایلترا و اتور لاتراویاتا و «نیروی سرنوشت» و «فالستاف» اثر وردی و «توسکا لا بوهم» و «مادام باترفلای» از پوچینی را برعهده داشت.
او علاوه بر اجرای اپراهای کلاسیک غربی، در اپراهای سرشناس ایرانی نیز اجرا کرد، مانند اپراهای «خسرو و شیرین» ساخته حسین دهلوی در نقش خسرو (۱۳۴۹)، «سمندر» ساخته احمد پژمان، «دلاور سهند» ساخته احمد پژمان در نقش بابک خرمدین (۱۳۴۷)، «آتوسا» ساخته کریستین داوید در نقش داریوش (۱۳۴۷) و «جشن دهقان» ساخته احمد پژمان. همچنین در جشن هنر شیراز، با ارکستر سمفونیک تهران برنامه اجرا کرد.
جعفرخان از فرنگ برگشته (۱۳۶۳) ساختهٔ علی حاتمی، نخستین بازی حسین سرشار در سینمای ایران بود، در نقش مردی که ظاهر و رفتارش با جامعه‌اش بیگانه بود.
آخرین کار سرشار اجرای توانمندانه و ماهرانه قطعهٔ ای ایران در تیرماه سال ۱۳۶۷ در تالار وحدت بود.
همچنین وی در آلبوم «آثاری از حسین دهلوی» قطعهٔ «فروغ عشق» را با شعری از عطار اجرا کرده‌است.

## حواشی و شایعات پیرامون مرگ
روایت‌های گوناگونی دربارهٔ مرگ حسین سرشار وجود دارد. سرشار مدتی ناپدید شد و خانواده‌اش، آگهی مفقود شدنش را در روزنامه‌ها منتشر کردند. در سال ۱۳۷۴ خبر مرگ او بر اثر تصادف با اتومبیل در روزنامه‌های ایران منتشر شد. منابع رسمی دولتی، مرگ سرشار را بر اثر بیماری آلزایمر و تصادف با اتومبیل اعلام کردند. اما برخی، مرگ سرشار را به جریان قتل‌های زنجیره‌ای ایران مرتبط دانسته‌اند.
محمد علی کشاورز دربارهٔ بیماری سرشار و مرگ او گفته‌است: «حسین بی‌نهایت به اپرا عشق می‌ورزید، و وقتی اپرا تعطیل شد این حالت روانی‌اش به هم خورد و این‌طور شد. توی اهواز توی بیمارستان روانی نگه اش داشتند و بعد برش گرداندند این‌جا و یک مراقب برایش گذاشتند، او هر روز صبح ساعت ۹ می‌رفت دم تالار رودکی و اشک می‌ریخت. یک روز دیگر مواظبش نبودند رفت زیر ماشین. هیچ بزرگداشتی برایش نگرفتند.»
علی‌رضا نوری‌زاده در کتاب سونای زعفرانیه او را از قربانیان قتل‌های زنجیره‌ای ایران می‌خواند و مدعی است به جرم آزاده گویی به دست مأموران وزارت اطلاعات به آبادان برده می‌شود و با دادن شوک الکتریکی، شکنجه می‌شود و سرانجام با صحنه‌سازی مرگش را تصادف با خودرو نشان می‌دهند. همچنین گفته می‌شود او به دلیل دوستی با علی‌اکبر سعیدی سیرجانی که خود نیز قربانی قتل‌های زنجیره‌ای ایران بود کشته شد.
منابع جمهوری اسلامی ایران می‌گویند «وی در اواخر عمر وضع مالی بدی داشت و دچار افسردگی روحی شده بود. وی دچار بیماری آلزایمر شد و پس از خروج از منزل دیگر بازنگشت. خانواده وی برای پیدا شدن او به روزنامه‌ها آگهی دادند ولی سرانجام پس از مرگ وی در یک مرکز درمانی روان‌پزشکی در آبادان، هویت وی شناسایی شد.»

## تمبر یادبود
بهمن ۱۳۹۹، در آیینِ ششمین سال‌نوای موسیقی ایران، از تمبر اختصاصی یادبود حسین سرشار، توسط ارسلان کامکار و بیژن بیژنی رونمایی شد.

## فیلم‌شناسی
- اجاره‌نشین‌ها - داریوش مهرجویی ۱۳۶۵
- جعفرخان از فرنگ برگشته - علی حاتمی ۱۳۶۶
- هامون (فیلم) - داریوش مهرجویی ۱۳۶۸
- ای ایران(فیلم) - ناصر تقوایی ۱۳۶۸
- رنو تهران - ۲۹ - سیامک شایقی ۱۳۶۹
- راه و بیراه - سیامک شایقی ۱۳۷۰